# Itaimbezinho

Itaimbezinho é um distrito do município de Bom Jesus, no Rio Grande do Sul. Com cerca de 1 200 habitantes, o distrito de Itaimbezinho possui a segunda maior população do município. O distrito abrange o extremo oeste do município, fazendo fronteira com o município de Vacaria. 